# ماريو مانشيني
ماريو مانشيني (بالإنجليزية: Mario Mancini)‏ هو مصارع محترف أمريكي، ولد في 21 يونيو 1966 في ستامفورد في الولايات المتحدة.

## روابط خارجية
- ماريو مانشيني على موقع CageMatch worker (الإنجليزية)